# Синквейн

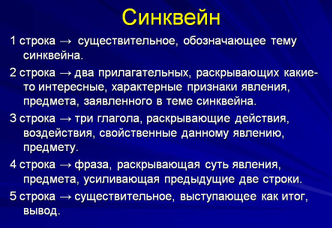
Строки синквейна

Синкве́йн (от фр. cinquains, англ. cinquain) — пятистрочная стихотворная форма, возникшая в США в начале XX века под влиянием японской поэзии.
В дальнейшем стала использоваться в дидактических целях как эффективный метод развития образной речи, который позволяет быстро получить результат. Ряд методистов полагает, что синквейны полезны в качестве инструмента для синтезирования сложной информации, в качестве среза оценки понятийного и словарного багажа учащихся.

## История возникновения
В начале XX века форму синквейна разработала американская поэтесса Аделаида Крэпси, опиравшаяся на знакомство с японскими силлабическими миниатюрами хайку и танка. Синквейны вошли в её посмертное собрание стихотворений Verse, изданное в 1915 году и несколько раз переиздававшееся. Крэпси считала эту форму наиболее сжатой из метрических форм английского стиха, способных существовать как единое целое.

## Правила составления
Традиционный синквейн состоит из пяти строк и основан на различном количестве слогов в каждой строке: его слоговая структура — 2—4—6—8—2, общее количество слогов — 22 (в хайку — 17, в танка — 31).
Авторы, развивавшие форму в дальнейшем, предложили ряд её вариаций:
- Обратный синквейн (Reverse cinquain) — с обратной последовательностью стихов (2—8—6—4—2);
- Зеркальный синквейн (Mirror cinquain) — форма из двух пятистрочных строф, где первая — это традиционный, а вторая — обратный синквейны;
- Синквейн-бабочка (Butterfly cinquain) — девятистрочная форма со слоговой структурой 2—4—6—8—2—8—6—4—2;
- Корона синквейнов (Crown cinquain) — 5 традиционных синквейнов, образующих завершенное стихотворение;
- Гирлянда синквейнов (Garland cinquain) — аналог венка сонетов, корона синквейнов, к которой добавлен шестой синквейн, где первая строка взята из первого синквейна, вторая строка из второго, и т. д.

## Дидактический синквейн
Дидактический синквейн развился в практике американской школы. В этом жанре текст основывается не на слоговой зависимости, а на содержательной и синтаксической заданности каждой строки.
- Первая строка — тема синквейна, заключает в себе одно слово (обычно существительное или местоимение), которое обозначает объект или предмет, о котором пойдет речь.
- Вторая строка — два слова (чаще всего прилагательные или причастия), они дают описание признаков и свойств выбранного в синквейне предмета или объекта.
- Третья строка — образована тремя глаголами или деепричастиями, описывающими характерные действия объекта.
- Четвертая строка — фраза из четырёх-пяти слов, выражающая личное отношение автора синквейна к описываемому предмету или объекту.
- Пятая строка — одно слово, характеризующее суть предмета или объекта.

Чёткое соблюдение правил написания синквейна не обязательно. Например, для улучшения текста в четвёртой строке можно использовать три или пять слов, а в пятой строке — два слова. Возможны варианты использования и других частей речи.

## Синквейн с точки зрения педагогики
Написание синквейна является формой свободного творчества, требующей от автора умения находить в информационном материале наиболее существенные элементы, делать выводы и кратко их формулировать. Помимо использования синквейнов на уроках литературы (например, для подведения итогов по пройденному произведению) практикуется и использование синквейна как заключительного задания по пройденному материалу любой другой дисциплины.

### Простота построения
Простота построения синквейна делает его одним из эффективных методов развития ребенка дошкольного возраста, который позволяет быстро получить результат. В частности, знакомство с самим понятием слова и расширение словарного запаса для более эффективного выражения своей мысли.

### Формирование аналитических способностей
Составление синквейна, краткого резюме на основе больших объемов информации, полезно для выработки способности к анализу. В отличие от школьного сочинения, синквейн требует меньших временных затрат, хотя и имеет более жёсткие рамки по форме изложения, и его написание требует от составителя реализации практически всех его личностных способностей (интеллектуальные, творческие, образные). Таким образом, процедура составления синквейна позволяет гармонично сочетать элементы всех трех основных образовательных систем: информационной, деятельностной и личностно ориентированной.

### Вариативность
Различные вариации для составления синквейна способствуют разноплановому составлению заданий. Помимо самостоятельного (как и в паре, в группе) составления нового синквейна, возможны варианты:
- составление краткого рассказа по готовому синквейну (с использованием слов и фраз, входящих в состав синквейна);
- коррекция и совершенствование готового синквейна;
- анализ неполного синквейна для определения отсутствующей части (например, дан синквейн без указания темы — без первой строки, необходимо на основе существующих её определить).